# San Isidro, Tasquillo
San Isidro är en ort i Mexiko.   Den ligger i kommunen Tasquillo och delstaten Hidalgo, i den sydöstra delen av landet, 130 km norr om huvudstaden Mexico City. San Isidro ligger 1 669 meter över havet och antalet invånare är 872.
Terrängen runt San Isidro är varierad. Runt San Isidro är det ganska tätbefolkat, med 155 invånare per kvadratkilometer. Närmaste större samhälle är Ixmiquilpan, 13,4 km sydost om San Isidro. Trakten runt San Isidro består till största delen av jordbruksmark.